# شناور پشتیبان کنارک
شناور پشتیبان کنارک متعلق به ارتش جمهوری اسلامی ایران از جمله شناورهای پشتیبان سبک هندیجان بود که در ۱۰ مه ۲۰۲۰ این شناور بر اثر آتش خودی که عامل آن موشک شلیک شده از ناوچه جماران بود بدنهٔ آن متحمل خسارت شد و ۱۹ تن از خدمه نیز جان خود را از دست دادند.